# Culture des Clairières

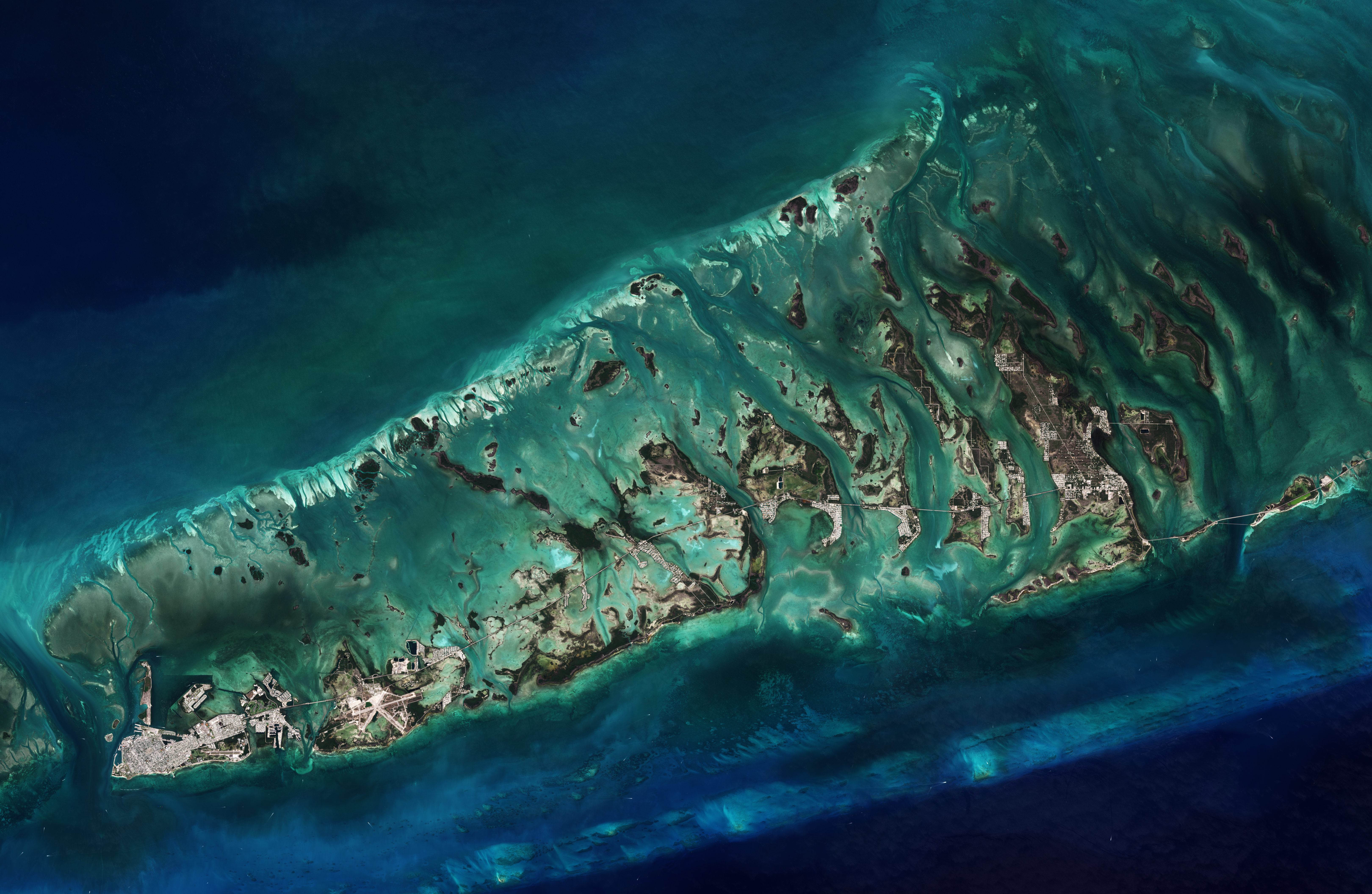
Les « Keys » de Floride (de Key West à Big Pine Key) par Sentinel-2. Zone d'habitat des amérindiens de la culture des clairières.

La culture des clairières (« Glades culture » en anglais) est une culture archéologique dans l'extrême sud de la Floride qui prospéra d'environ 500 avant notre ère jusqu'à peu de temps après le contact européen. Sa région comprenait les Everglades, les Florida Keys, la côte atlantique de la Floride au nord jusqu'à l'actuel comté de Martin et la côte du golfe au nord jusqu'à Marco Island dans le comté de Collier. Cette zone n'incluait pas le lac Okeechobee, qui faisait partie de la culture de Belle Glade.
Deux, voire trois zones aux extrémités de cette zone culturelle sont reconnues comme des districts variantes: le district des dix mille îles dans le comté côtier du sud de Collier et le comté du nord de Monroe, le district d'Okeechobee dans l'est des comtés de Martin et de Palm Beach, et, avec moins de certitude, les Florida Keys. Au moment du premier contact européen, le district des dix mille îles faisait partie du domaine de Calusa, le district d'Okeechobee de l'Est était occupé par la tribu Jaega et la région des comtés de Broward et de Miami-Dade était occupée par la tribu Tequesta. Les habitants des Florida Keys étaient appelés Matecumbes par les Espagnols, mais on ne sait pas à quel point ils étaient distincts des Tequesta.
La culture des clairières est définie presque entièrement sur la base de la poterie. Une grande partie de la poterie de cette période n'était pas décorée. Les clairières peuvent être identifiées par le sable et le gravier de l'argile utilisé pour former la poterie. Les pots décorés de marques de perforation et d'incisions sont apparus après 500, mais n'étaient pas très courants. Les pots décorés ont disparu du dossier vers 1100. Des pots décorés et incisés sont apparus vers 1200 et ont duré environ 200 ans. La poterie attribuée à la culture de St. Johns commença à apparaître dans les archives archéologiques par la suite. Sur la base des séquences de poterie, la période de culture de Glades est divisée en Glades I, 500 BCE à 750 CE, Glades II, 900 à 1200 et Glades III, 1200 à 1513.

## Voir également
- Peuples indigènes de la région des Everglades

## Ouvrages de référence
- Jerald T. Milanich, Archaeology of Precolumbian Florida, Gainesville, Florida, University Press of Florida, 1994 (ISBN 0-8130-1273-2)
- Jerald T. Milanich, Florida Indians and the Invasion from Europe, Gainesville, Florida, University Press of Florida, 1998, Paperback éd. (1re éd. 1995) (ISBN 0-8130-1636-3)
- (en)State of Florida Office of Cultural and Historical Programs. "Chapter 12. South and Southeast Florida: The Everglades Region, 2500 B.P.-Contact". Historic Contexts. Version of 9-27-93. Downloaded from  on March 27, 2006